# Rangamati
Rāngāmāti är en ort i Bangladesh.   Den ligger i provinsen Chittagong, i den sydöstra delen av landet, 220 km sydost om huvudstaden Dhaka. Rāngāmāti ligger 44 meter över havet och antalet invånare är 68 636. Den ligger vid sjöarna  Karnaphuli Dam Reservoir och Karnaphuli Dam Reservoir.
Terrängen runt Rāngāmāti är platt österut, men västerut är den kuperad. Det finns inga andra samhällen i närheten.
Runt Rāngāmāti är det tätbefolkat, med 286 invånare per kvadratkilometer.